# دخان التبغ

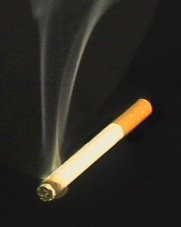
دخان سيجارة

دخان التبغ هو تجمع لجسيمات معلقة في الهواء (ضبوب) ناتج عن الاحتراق غير الكامل للتبغ أثناء تدخين السجائر.
ينطلق أثناء تدخين السيجارة الآلاف من المواد الكيميائية وذلك من عدة عمليات مثل الاحتراق والتقطير والتحلل الحراري، بالإضافة إلى عمليات كيميائية حرارية أخرى.

## الدخان الجانبي
الدخان الجانبي هو دخان يتطاير في الهواء مباشرة من السيجارة المشتعله. وهو المكون الرئيسي حوالي 85٪ للدخان الغير مباشر والمعروف باسم التبغ.
تختلف المكونات الكيميائيه لدخان الجانبي عن الدخان التي يتم استنشاقها بشكل مباشر.
تم تصنيفه على أنه ماده مسرطنع من الفئة A من قبل وكالة حماية البيئة الامريكيه.

## المحتوى
يتكون دخان التبغ من مكونات عديده بما في ذالك أول اكسيد الكربون والقطران والنيكوتين والامونيا والبنزين والكادميوم وامينوبفينيل.
المكونات الأخرى الموجوده في الدخان هي: فينيل كلوريد، وسيانيد الهيدروجين، والزرنيخ، والاكرولين، واسستالديعيد، والفورمالديهايد، والكاتيكول، والكريسول، والهيدروكينون، والرصاص، وميثيل ايثيل كيتون، واكسيد النيتريك، والفينول، والستايرين، والتولوين، والبيوتان.
ينتج أيضا تركيزات أعلى تنتج من هذه المركبات عند التعرض للدخان بالاضافه لزيادة تركيزات الكربوكسي هيموغلوبين والنيكونيت والكوتينين في الدم. عند المقارنة بين المكثفات الجانبيه والتيار المكثف، فإن الدخان الجانبي يحتوي على مكثفات أكثر بمعدل 2-6 مرات للجرام من الدخان الرئيسي بسبب عملية الاحتراق غير المكتمله المسؤولة عن تكون دخان جانبي، يكون هناك تعرض لتركيزات أعلى من المواد المسرطنه مما يتم استنشاقه مباشره.

## المخاطر
يوجد أكثر من 250 سموم ومواد مسرطنه في الدخان. تزداد مخاطر الإصابة بسرطان الرئة وأورام المخ وسرطان الدم النخاعي الحاد وحدوث أمراض القلب وأمراض الجهاز التنفسي الحميدة مع استنشاق الدخان. بالإضافة إلى ذلك، تزداد فرصة الإصابة بسرطان الثدي وسرطان عنق الرحم أيضًا.
أظهرت الأدلة أن دخان التيار الجانبي قد يكون أكثر ضررًا بالجرام من دخان التيار الرئيسي. ومع ذلك، يتم استنشاق الدخان الجانبي بكميات أقل بكثير من دخان الأشخاص الذين يدخنون التبغ.الخطر النسبي لأمراض القلب والأوعية الدموية هو 1.2-1.3 مع التعرض للدخان بسبب السيانيد الموجود في الدخان. أيضا هنالك أدلة على أن دخان التيار الجانبي يسبب آثارًا سلبية على الأطفال، سواء السلوكي أو المعرفي. وجدت إحدى الدراسات أن مستويات أعلى من الكوتينين لدى الأطفال كانت مرتبطة بانخفاض القدرة على الأداء في القراءة والرياضيات
عوامل مثل العمر، الجنس، والمهن المختلفه تعرض الشخص لخطر الاصابه بسرطان المثانة. التدخين هو الخطر الوحيد المعروف. يعرض دخان التيار الجانبي الأفراد لخطر الإصابة بسرطان المثانة لأن تركيزات 4-ABP تزيد عن عشرة أضعاف تركيز الدخان السائد.

## التاثير الاجتماعي
ان الشخص الذي يستنشق الدخان لديه خطر أكبر للاصابه بسرطان الرئة بنسبة 30٪ في مرحلة ما من حياتهم.
```
وكالة حماية البيئة الأمريكية
 تقدر أن التدخين يتسبب في حوالي 3000 حالة وفاة بسبب سرطان الرئة تقريبا و 62000 حالة وفاة بسبب أمراض القلب للأشخاص غير المدخنين كل عام في الولايات المتحدة.
```

## الأطفال
الأطفال الذين يتعرضون للملوثات في الهواء يمكن أن يكون له آثار صحيه ضاره مثل زيادة خطر الإصابة بالتهابات الجهاز التنفسي، وزيادة احتمالية الإصابة بالربو في مرحلة الطفولة، والمشاكل السلوكية، وانخفاض القدرات المعرفية العصبية
يشكل التعرض للدخان أو الدخان الجانبي في مرحلة الطفولة خطرا متزايدا مثل السعال، ضيق في التنفس ومخاط.
الدراسات التي أجريت على الفئران أظهرت ان الأطفال الذين يتعرضون للتدخين أثناء وجودهم في الرحم أو بعد ذلك لديهم حساسيه في مجرى التنفس مقارنه بالأطفال الذين تعرضو للدخان الجانبي.

## أنابيب الاختبار
انخفاض في مستويات الجلوتاثيون قد لوحظ في المختبر بعد التعرض للدخان الجانبي.
الجلوتاثيون هو أحد مضادات الأكسدة الموجودة في الرئة بعد التطور. يمكن أن يؤدي التعرض للدخان الجانبي لمدة لا تزيد عن عشرين دقيقة إلى زيادة في جزيئات الملوثات داخل الخلايا الهوائية الصغيرة.
الخلايا المعارضة للتدخين تتعرض للجهاد التاكسدي، الذي يؤدي إلى تضرر الحمض النووي وتحويل الخلايا وانتشار خلايا غير منضبطه.
قد تؤودي الطفرات والخلايا غير المنضبطه المتعرضه للدخان الي أورام سرطانيه.

## تجارب علم السموم
خلال سنة 1980، قامت شركة فيليب موريس توباكو في معهد فورولوجيش فورشونج بإجراء بحث حول دخان التيار الجانبي، مع أن هذا لم يتم نشره طوعًا. وجدت الدراسة أن دخان التيار الجانبي أكثر سمية بأربع مرات من دخان التيار السائد لكل جرام متري تقريبا. وأيضًا واجدو أن ملوثات التيار الجانبي كانت أكثر سمية بثلاث مرات من دخان التيار السائد تقريبا بالإضافة إلى 2-6 مرات أكثر من الورم لكل غرام من المكثف السائد عند استخدامه على جلد الفأر وأظهرت النتائج أيضًا أن دخان التيار الجانبي يعوق قدرة الحيوان على الوصول إلى وزن يعتبر طبيعيًا. فريق البحث شرح أن الطريقة الوحيدة لحماية النفس من دخان التيار الجانبي هي أن تكون في الأماكن العامة وأماكن العمل الخالية من التدخين.